# Peliyagoda
Peliyagoda (syng. පෑලියගොඩ, tamil. பேலியகொடை) – miasto w Sri Lance, w prowincji Zachodnia.